# Riverside (Georgia)
Riverside es un pueblo ubicado en el condado de Colquitt en el estado estadounidense de Georgia. En el censo de 2000, su población era de 57.

## Demografía
En el 2000 la renta per cápita promedia del hogar era de $28,125, y el ingreso promedio para una familia era de $35,000. El ingreso per cápita para la localidad era de $10,102. Los hombres tenían un ingreso per cápita de $27,917 contra $14,063 para las mujeres.

## Geografía
Riverside se encuentra ubicado en las coordenadas 31°10′43″N 83°48′18″O / 31.17861, -83.80500 (31.178587, -83.805121).
Según la Oficina del Censo, la localidad tiene un área total de 0,6 km² (0,2 mi²), de la cual 0,6 km² (0,2 mi²) es tierra y 0 km² (0 mi²) (0.00%) es agua.